# Hastings Arm
De Hastings Arm is de noordwestelijke arm van de Observatory Inlet in het westen van Brits-Columbia in Canada.

## Geografie
De Observatory Inlet heeft twee armen, de noordwestelijke Hastings Arm en de oostelijke Alice Arm. De Hastings Arm is ongeveer 30 kilometer lang en loopt bijna in een ware noord-zuid-as. Ze wordt gevoed door Kshwan River.
Het waterlichaam ligt in de mariene ecoregio Noord-Amerikaans Pacifisch Fjordland.

## Geschiedenis
De naam van de inham in het Nisga'a, die inheems is in dit gebied, is K'alli Kshwan, wat letterlijk "watertanden stroomopwaarts" betekent, en wat een verwijzing is naar de oprichter van de stam, Tseemsim, die zijn handen in een kommetje hield om een slok te nemen van de Kshwan River en het zo koud vond dat het pijn deed aan zijn tanden.
De Engelse naam werd in 1869 verleend door kapitein Daniel Pender, naar schout-bij-nacht de eervolle George Fowler Hastings, opperbevelhebber van het Pacific Station 1866-69, wiens vlaggenschip de 20-kanonnen HMS Zealous was. Mount Fowler in hetzelfde gebied werd ook vernoemd naar admiraal Hastings.